# Joseph Boishu
Joseph Boishu, né le 18 mars 1939 à La Guerche-de-Bretagne en Ille-et-Vilaine, est un évêque émérite catholique français, ancien évêque auxiliaire de Reims, en résidence à Charleville-Mézières de 2003 à 2012. 

## Biographie
Il est le fils de Joseph Boishu et de son épouse, née Marthe d'Olivry, qui donnent une éducation catholique à leurs six enfants. 
Après des études secondaires au petit séminaire de Châteaugiron en Ille-et-Vilaine, Joseph Boishu a suivi sa formation vers la prêtrise au séminaire universitaire de l'Université catholique de l'Ouest à Angers où il a obtenu une licence de philosophie et une maîtrise de théologie.
Il a été ordonné prêtre le 1er mai 1966 pour l'archidiocèse de Rennes.

## Principaux ministères

### Prêtre
Comme prêtre, ses missions se sont réparties entre la formation des prêtres comme enseignant en philosophie puis comme recteur du séminaire diocesain de Rennes (de 1986 à 1999) et des ministères en paroisse à Rennes.

### Évêque
Nommé évêque auxiliaire de Reims, avec le titre d'évêque titulaire (ou in partibus) de Gauriana, le 17 janvier 2003, il a été consacré le 27 avril suivant par l'archevêque de Reims, Thierry Jordan, assisté de François Saint-Macary, archevêque de Rennes et de Michel Santier, évêque de Luçon. Il est en résidence à Charleville-Mézières dans les Ardennes.
Il est membre du Conseil pour les mouvements et associations de fidèles, chargé d'accompagner le Renouveau charismatique.
Le 30 août 2012, le pape Benoit XVI accepte sa démission pour des raisons de santé, deux ans avant la limite d'âge prévue pour les évêques. 
Boishu rejoint alors son archidiocèse d’origine, celui de  Rennes pour occuper un ministère d’accompagnement spirituel, de formation et de prédication, notamment auprès du séminaire Saint-Yves.

## Publications
- Notre Père, édition des Béatitudes (1997)
- Baptisés dans le Christ, édition des Béatitudes (2004)
- Les nouveaux courants charismatiques : Approches, discernement, perspectives, éditions Bayard/Cerf/Fleurus-Mame (2010) (auteur partiel)